# Joaquín Curtoys de Anduaga
Joaquín Curtoys de Anduaga fue un pintor español del siglo XIX.

## Biografía
Habría nacido en la ciudad española de Madrid alrededor del año 1815. Pintor y miniaturista de afición, hizo numerosas copias de cuadros célebres y también un gran número de retratos en miniatura, de los que en 1856, cuando residía en Londres, remitió dos para la Exposición Nacional de Bellas Artes que se celebró en el patio del Ministerio de Fomento. Habría fallecido en Madrid en torno a 1895.